# Leo Barreto
Leonardo Barreto Feitosa (Niteroi, 01 de outubro de 1970) é um músico, compositor e guitarrista brasileiro de rock & blues que atualmente é referência no gênero na Região dos Lagos, no Rio de Janeiro. Com mais de 25 anos de estrada lançando um autêntico rock blues brasileiro, Leo possui um álbum lançado em 2015 e atualmente trabalha para o segundo disco independente. 

## Biografia
Nascido em Niterói-RJ e criado em Belo Horizonte-MG, Leo Barreto foi um dos pioneiros no gênero blues na capital mineira, participando como compositor em Festivais da Canção, onde iniciou a sua carreira que já completa 25 anos. Atualmente mora em Arraial do Cabo com sua esposa Grasielle dos Santos, casado desde 2006, e é pai de três filhos: Clara Moreira, Davi Barreto e Alice Barreto.

### Os primeiros passos da carreira
Os primeiros contatos de Leo Barreto com a música aconteceram ainda na infância. Filho de um regente e uma soprano, o garoto acompanhava o pai nos ensaios do coral e foi se alimentando da essência da música. No entanto, foi no início da adolescência, sob a influência do rock na década de 1970, com Peter Frampton, Jimmy Paige e Eric Clapton, que ele descobriu que música não era apenas um hobby. Músico autodidata, em 1985 ganhou a sua primeira guitarra elétrica e passou a fazer parte de várias bandas de rock de garagem na cidade. Aos poucos, foi conquistando a atenção como guitarrista e acabou por ser convidado a fazer parte da banda de baile “Classe A”.
Através dessa vivência, adquiriu experiência de palco e público e encontrou na raiz do velho rock o blues, que instantaneamente virou a sua paixão. Com o coração falando mais alto, Leo deixou a banda de baile e foi seguir seu sonho de viver de rock’n roll. Em 1988 montou seu próprio grupo, a banda Eternamente Blues, que foi uma das primeiras do gênero em Belo Horizonte.

### A música na noite carioca

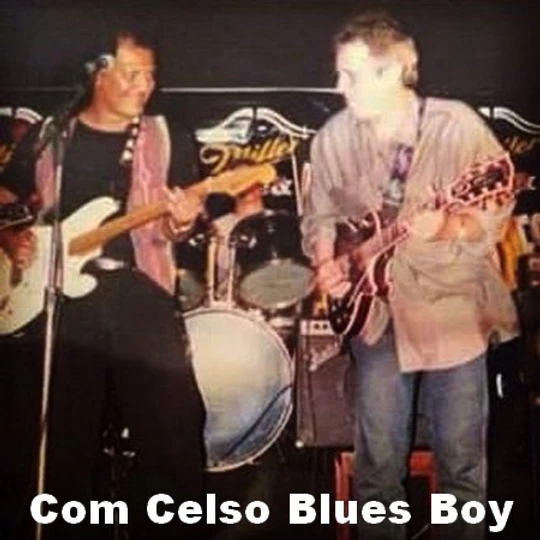
Essa é uma imagem de um show do cantor e guitarrista Leo Barreto com Celso Blues Boy, um dos primeiros a cantar blues em português.

Foi em 1992 que Leo Barreto deixou Minas Gerais e seguiu em direção ao Rio de Janeiro em busca de novos ventos. Montou uma nova banda e começou os shows pela capital carioca e também pelo interior, principalmente em Arraial do Cabo, cidade em que residia a sua avó. Participou do I Miller Times Blues, um festival de blues que reuniu diversas bandas em quase 100 shows no Rio de Janeiro e Niterói, de setembro a dezembro de 1999. Ainda na capital, foi destaque e ficou por 6 anos tocando na boate Far Up, chamando a atenção do público e da imprensa local, dividindo palco com grandes nomes da música brasileira como Celso Blues Boy, Dalto, Claudio Zóli, entre outros.
Após mergulhar na noite carioca e se apresentar em diversas casas noturnas, Leo se aproximou da música brasileira e começou a incorporar elementos da MPB no seu som, sem deixar de lado todo o charme do blues. Leo Barreto chama atenção pela voz rouca no melhor estilo bluesman e pela energia das suas apresentações que misturam blues, rock e improvisos sob influência do som de grandes nomes do gênero como B.B. King, Eric Clapton, Stevie Ray Vaughan e Robert Clay.  

### O nome do rock na Região dos Lagos
Leo Barreto chegou na Região dos Lagos em 1993 e voltou a seguir pela vertente do rock. No ano de 2005, lançou o seu primeiro álbum autoral, o “Velho Novo Mundo”. A música que intitula o disco teve mais de 5 mil downloads na internet, além de tocar em diversos programas de rádio no Rio de Janeiro, Espanha, Portugal e Alemanha. O álbum foi elogiado por artistas como Guto Goffi (Barão Vermelho), Renato Piau (Luis Melodia), Dalto e Toninho Horta, que teve uma faixa dedicada a ele.
Em 2016, após um reencontro com os membros da banda Eternamente Blues, Leo decidiu voltar ao ritmo norte-americano. Com ar de nostalgia e a alma peculiar do blues, a banda tocou em Belo Horizonte-MG, onde deram seus primeiros passos nos anos 1980. O show “Lendas da Guitarra” trouxe leituras de artistas como Jimi Hendrix e Eric Clapton, grandes inspirações. No evento também aconteceu o lançamento da música “Vestígios”, primeira de seu segundo álbum autoral. 
Ainda em 2016, participou de um dos maiores festivais de jazz e blues do Brasil: o Rio das Ostras Jazz & Blues. Leo é um dos poucos artistas locais com projeção no cenário nas grandes metrópoles e é carinhosamente apelidado de “o nome do rock” na região. Após o reencontro com suas vertentes, idealizou e produziu, em parceria com a Prefeitura de Arraial do Cabo, o primeiro Jazz & Blues Festival do município, atualmente em sua 2ª edição, e que já contou com grandes nomes do blues e jazz nacional e internacional como Little Jimmy Reed (EUA), Lorenzo Thompson (EUA), Victor Biglione, Luis Carlini (Rita Lee e Tutti Frutti), Blues Etílicos, Taryn Szilpmann, Jefferson Gonçalves, entre outros. 

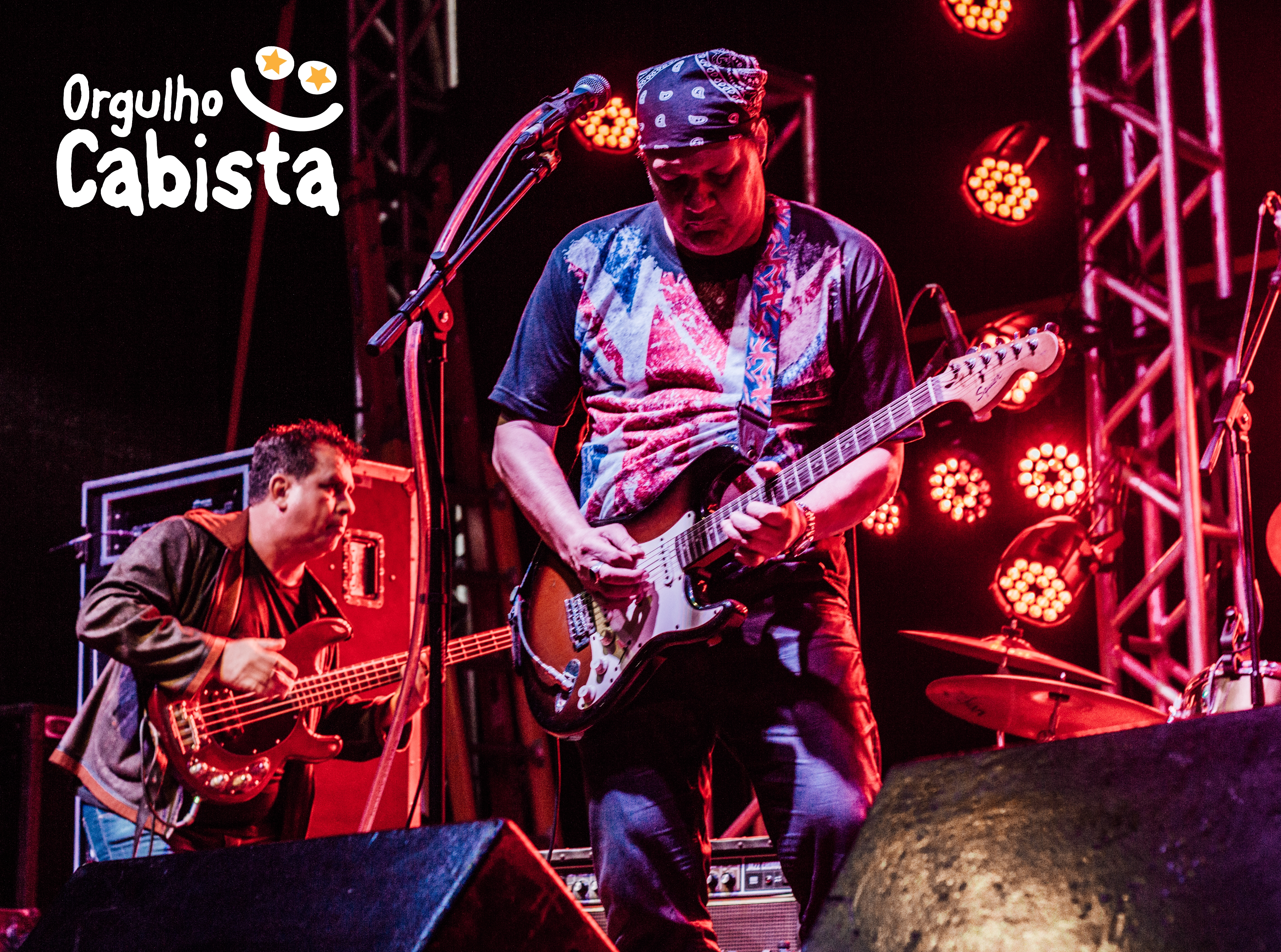
Leo Barreto no 2º Festival de Jazz e Blues de Arraial do Cabo em 2019

Em 2019, o também rockeiro se inscreveu com a sua banda de apoio “Esse Tal de Rock’n Roll” na promoção “Sua banda no Palco Sunset do Rock in Rio”, com a música “Velho Novo Mundo”. Ao todo, foram mais de 500 bandas concorrendo. Leo Barreto também participou de grandes eventos como o X BH Soul Blues Festival, a Festa da Prefeitura de Rio Bonito, o Festival de Jazz & Blues de Rio das Ostras, edições do Motorfest em Búzios e Cabo Frio, e também do Portinho Bohemio, além de shows de abertura de Beto Guedes, Dalto e recentemente da Banda Blitz , em Arraial do Cabo.

### 25 anos de Carreira e o 2º álbum
Atualmente, está produção o seu segundo álbum de forma independente, intitulado “De volta às ruas”, com 11 faixas, tendo 3 delas já lançadas: “Vestígios”, “Circo da Vida” e “10 mil léguas”. Sua agenda está totalmente focada na Região dos Lagos, com a tour Verão 2020, agitando a alta temporada nos principais points noturnos de Arraial do Cabo e Cabo Frio. Em fevereiro, começam os shows em Minas e Rio de Janeiro. 

## Singles
- Velho Novo Mundo
- Amor Pra Mim
- Blues No Jardim
- Prisão
- Meia Noite
- Por aí, sem amor
- Fotografia
- Alô, Belô
- Vestígios (2016)
- Circo da Vida
- 10 mil Léguas[11]

## Discografia
- Velho Novo Mundo (2015)
- De volta às ruas (Lançamento 2020)